# Abraham Liessin
Abraham Liessin (geboren als Abraham Wald, 19. Mai 1872 in Minsk, Russisches Kaiserreich; gestorben 5. November 1938 in New York City) war ein belorussisch-US-amerikanischer Schriftsteller des Jiddischen.

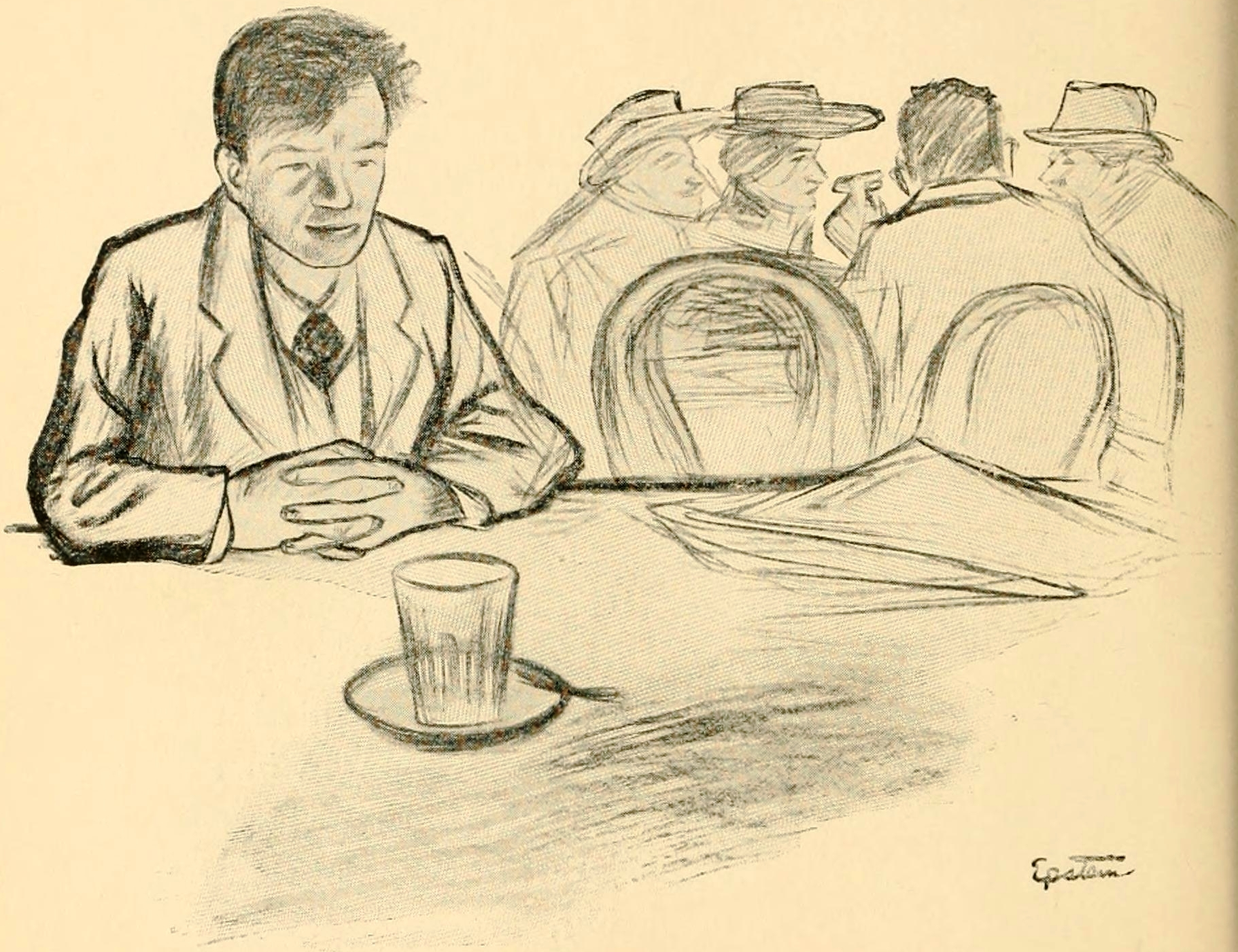
Jacob Epstein: Abraham Wald (1902)

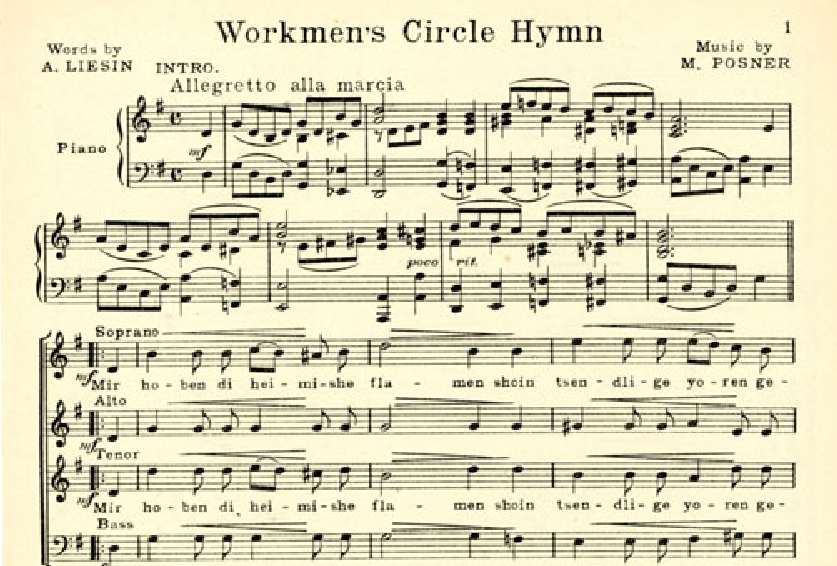
Workmen’s circle hymn (1929)

## Leben
Abraham Wald wuchs in einer traditionellen jüdischen Familie in Minsk auf. Er engagierte sich schon früh in sozialistischen Kreisen und trat im Gründungsjahr 1897 dem Allgemeinen Jüdischen Arbeiterbund (Bund) bei. Im selben Jahr erschien illegal in Minsk sein erster Gedichtband Moderne Lider. Wegen der Sozialistenverfolgung in Russland musste er 1897 in die USA fliehen, seinen Namen änderte er in Liessin.
Liessin fand Arbeit in New York als Journalist bei der jiddischen Tageszeitung Forverts und wurde ihr Chefredakteur. Ein Vierteljahrhundert lang, von 1913 bis zu seinem Tod, gab er die 1892 gegründete jiddische Monatszeitschrift Di Tsukunft heraus. Liessins Wohnung war in New York ein Treffpunkt für jiddische Autoren.
Eine dreibändige Gesamtausgabe seiner Gedichte erschien 1938 mit Zeichnungen von Marc Chagall. Eine Sammlung seiner Erzählungen erschien postum 1954.

## Werke (Auswahl)
- Abraham Liessin; Meyer Posner (Komponist): Arbeter-Ring-Himen [Workmen’s circle hymn], 1929
- Lider un Poemen. Illustrationen Marc Chagall. 3 Bände. New York, 1938
- Zikhroynes un Bilder : geklibene werk. New York: Tziko-Farlag, 1954